# Кифунэ-дзиндзя
Кифунэ-дзиндзя (яп. 貴船神社, также Кибунэ-дзиндзя) — синтоистское святилище, расположенное в Киото, Япония. Оно стоит у одного из истоков реки Камо-гава, неподалёку от горы Курама.

## Мифология
В храме поклоняются божеству Такао (Такаоками-но ками). По одной из версий, он явился из крови Кагуцути — бога огня, убитого Идзанаги. По другой версии, он появился из одной из частей, на которые был разрублен Кагуцути. Божество также называют Кураоками.
Во внутреннем святилище поклоняются Мицуханомэ, Куни-но токотати-но микото, Тамаёри-химэ — ками, связанным с водой. В старину святилищу подносили в дар чёрную лошадь, чтобы просить богов о дожде, и белую, если молились о его прекращении.

## История
Точная дата основания святилища неизвестна. Первое упоминание о нём в официальных документах относится к 814 году, когда император Сага отправил посланников в Кифунэ-дзиндзя и Тацута-тайся, чтобы молить местных божеств о дожде.
Святилище упоминается в «Энгисики» в качестве тайся. В эпоху Хэйан храм один из первых вошёл в список 22 элитных святилищ, получавшие непосредственную поддержку японского императорского двора. С 1871 по 1946 год святилище было официально причислено к кампэй-тайся (яп. 官幣大社 большие императорские храмы) — высшей категории поддерживаемых государством святилищ.

## Архитектура
Святилище состоит из двух частей — хонгу (главное святилище) и окуномия (внутреннее святилище). Ранее храм располагался на месте окуномия, но природные бедствия привели к тому, что его перенесли на нынешнее место в 1055 году. Между хонгу и окуномия расположен малый храм Юи-но ясиро (или наканомия, «средний храм»), где поклоняются Иванагахимэ-но-микото.
Хайдэн храма сохранил оригинальный стиль нагарэ-дзукури, в то время как хондэн был перестроен.